# Wendey Stanzler
Wendey Stanzler est une réalisatrice américaine originaire de Flint, dans le Michigan, où elle était co-monteuse et associée de la société de production de documentaire de Michael Moore, Roger et moi en 1990.

## Filmographie
- Sex and the City (1998)
  - épisode 6.14 "The Ick Factor"
- Monk (2002)
  - épisode 5.16 "Mr. Monk Goes to the Hospital"
  - épisode 6.04 "Mr. Monk and the Bad Girlfriend"
- Desperate Housewives (2004)
  - épisode 2.11 "Bon Baiser de Gaby"
  - épisode 2.21 "L'envie de savoir"
  - épisode 3.03 "Un fardeau à porter"
  - épisode 3.08 "Les conséquences de leurs actes"
  - épisode 3.20 "Commérages"
- Grey's Anatomy (2001)
  - épisode 1.09 "Troublantes Révélations"
  - épisode 2.04 "Chute Libre
  - épisode 2.10 "Demesure"
  - épisode 2.19 "Le Karma"
- Love Monkey (2006)
  - épisode 1.05 "The Window"
- Six Degrees (2006)
  - épisode 1.03 "A New Light"
- Ugly Betty (2006–2010)
  - épisode 1.14 "La star de la famille"
  - épisode 2.5 "Rendez-Vous Galants"
  - épisode 2.17 "Lâche-toi Betty!"
  - épisode 4.4 "Le plus dur métier de New-York"
- Men in Trees : Leçons de séduction (2006)
  - épisode 1.13 "History Lessons"
  - épisode 2.17 "New Dogs, Old Tricks"
- Private Practice (2007)
  - épisode 1.09 "K.O debout"
- Samantha qui ? (2007)
  - épisode 2.1 "So I Think I Can Dance"
- Big Shots (2007)
  - épisode 1.7 "Who's Your Daddy"
- 90210 Beverly Hills : Nouvelle Génération (2008)
  - épisode 1.2 "The Jet Set"
  - épisode 1.10 "Games people plays"
  - épisode 1.13 "Love Me or Leave Me"
- Dollhouse (2009)
  - épisode 2.6 "The Left Hand"
- The Middle (2009–2010)
  - épisode 1.7 "The Scratch"
  - épisode 2.1 "Back to School"
  - Arrow (2012-aujourd'hui)
  - épisode 1.12 "Vertigo"
  - épisode 2.5 "La ligue des assassins"
  - épisode 2.13 "Vivre ou mourir"
  - épisode 2.14 "L'heure de la mort"
  - épisode 3.2 "Sara"
  - épisode 3.22 "This Is Your Sword"